# Gioacchino Prati
Gioacchino Prati (Stenico, 26 gennaio 1790 – Brescia, 31 gennaio 1863) è stato un patriota italiano, sostenitore del Risorgimento.

## Biografia
Studia a Vienna e Landshut, laureandosi poi a Pavia in Legge nel 1810. Si trasferisce a Milano per un breve periodo, in seguito esercita il diritto a Brescia e a Trento, ma per la sua attività politica clandestina, venuta a conoscenza delle autorità, fugge in Svizzera nel 1816. Già prima di trasferirsi in Svizzera venne iniziato alla massoneria: intorno al 1810 figura tra i liberi muratori della loggia milanese "Imperial Carolina".
In Svizzera, con gli esuli tedeschi Karl Follen e Wilhelm Snell, stabilisce un triumvirato politico che ha cercato di collegare le società segrete francesi, tedesche, italiane e le organizzazioni nel centro Europa. In questo periodo scambia diversa corrispondenza con Francesco Saverio Salfi lettere custodite all'interno della Biblioteca nazionale Vittorio Emanuele III.
Viaggia in tutta l'Europa, mantenendo il suo attivismo, prima di ottenere il diritto di asilo politico in Inghilterra nel 1823. A Londra, definisce un ampio cerchio di esiliati e amici, tra cui: Ugo Foscolo, Sir John Bowring, Thomas Campbell, Joseph Henry Green e Edward Craven Hawtrey. Nel 1830 soggiorna a Bruxelles presso Filippo Buonarroti e dopo un breve ritorno in Inghilterra si precipita in Francia per partecipare alla rivoluzione di luglio. Chiede ripetutamente il permesso alle autorità austriache del Regno Lombardo Veneto per tornare a Brescia e ci riesce nel 1852. Muore proprio nella città lombarda nel 1863.